# Diracdelta

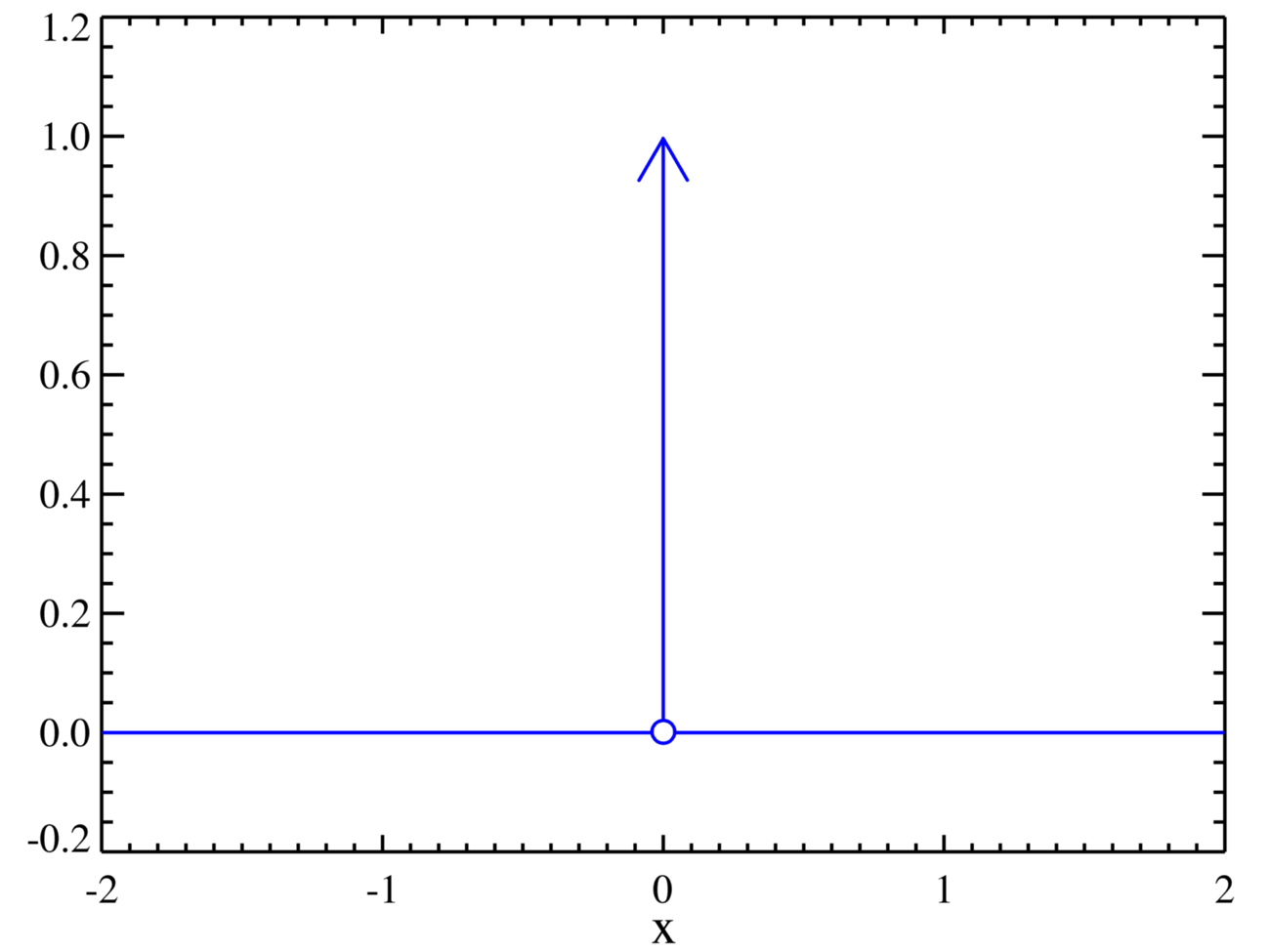
Schematische voorstelling van de diracfunctie. Een enkele diracpuls op het tijdstip De hoogte van de pijl geeft de waarde van de integraal aan, soms wordt deze waarde naast de pijlpunt in het diagram geschreven.

De diracdeltafunctie als een distributie kan worden voorgesteld als de limiet van de rij steeds spitsere normale verdelingen als de spreiding.

De diracdelta of deltafunctie {\displaystyle \delta (x)}, ook wel diracimpuls of diracstoot genoemd, is een hypothetisch signaal dat oneindig kort duurt en tegelijk oneindig hoog is, zodanig dat de integraal precies gelijk is aan 1. Het is de afgeleide van de stapfunctie. Het nemen van een monster (sample) uit een signaal kan worden opgevat als de vermenigvuldiging met een diracpuls op het gewenste tijdstip.
In het frequentiedomein is de diracpuls continu en strekt zich uit over het gehele bereik van frequenties. Dit maakt de diracpuls in theorie interessant als ingangssignaal om de eigenschappen van een systeem mee te onderzoeken, maar in de praktijk is een diracpuls alleen te benaderen met een blokgolf van korte duur en beperkte hoogte.
De diracdelta is geen functie maar een distributie of maat.
 De diracdelta werd ingevoerd door de natuurkundige Paul Dirac en gedefinieerd als
{\displaystyle \int _{-\infty }^{\infty }\delta (x)f(x)\,\mathrm {d} x=f(0)}
of
{\displaystyle \int _{-\varepsilon }^{+\varepsilon }\delta (x)f(x)\,\mathrm {d} x=f(0)}.
voor alle {\displaystyle \varepsilon >0.}
Een direct gevolg hiervan is dat
{\displaystyle \int _{-\infty }^{\infty }\delta (x)\,\mathrm {d} x=1}
Als echte functie buiten de integraal bestaat de deltadistributie niet, maar men kan haar onder andere beschouwen als een limietgeval van een rechthoek met breedte gaande naar nul, en de hoogte zodanig dat de oppervlakte = lengte × breedte = 1 blijft. De naïeve limiet ziet eruit als een functie die overal nul is behalve in de oorsprong, waar ze oneindig wordt. Ze wordt dan ook vaak voorgesteld als een verticale "pijl" in de oorsprong. Door deze eigenschappen is ze bijvoorbeeld zeer geschikt om dichtheden te definiëren voor puntdeeltjes.
De grafiek van de deltafunctie heeft de gehele {\displaystyle x}-as als domein en de positieve {\displaystyle y}-as als bereik. De deltafunctie is geen reguliere functie op de reële getallen. {\displaystyle f(x)=\delta (x)} en {\displaystyle g(x)=0} zijn voor alle {\displaystyle x} behalve voor {\displaystyle x=0} aan elkaar gelijk, maar hebben toch andere integralen. Volgens de Lebesgue-theorie voor integratie geldt dat als {\displaystyle f} en {\displaystyle g} functies zijn die bijna overal aan elkaar gelijk zijn ({\displaystyle f=g}), {\displaystyle f} dan en slechts dan integreerbaar is, als  {\displaystyle g} integreerbaar is. De integralen van {\displaystyle f} en {\displaystyle g} zijn dan gelijk. Voor een exacte behandeling van de diracdeltadistributie is maattheorie of de distributietheorie nodig.
De diracdeltafunctie wordt gebruikt om een impuls te modelleren of soortgelijke abstracties als een elektrische puntlading, een puntmassa of puntvormig elektron. Om bijvoorbeeld de beweging van een bal die geraakt wordt door een knuppel te berekenen, kan men de kracht van de knuppel op de bal benaderen door een deltafunctie. Op die manier wordt de berekening eenvoudiger en hoeft alleen naar de overgedragen impuls gekeken te worden en niet naar de precieze energie-overdracht.
In de toegepaste wiskunde wordt de deltafunctie vaak beschouwd als een zwakke limiet van een rij functies, die allemaal een piek in de oorsprong ({\displaystyle x=0}) vertonen. Bijvoorbeeld een rij normale verdelingen met een spreiding die naar nul gaat.

## Definitie
De diracdeltadistributie kan ruwweg (heuristisch) beschouwd worden als een distributie op de reële as die overal nul is, behalve in de oorsprong, waar de functie een oneindige waarde krijgt,
{\displaystyle \delta (x)={\begin{cases}+\infty ,&x=0\\0,&x\neq 0\end{cases}}}
en moet voldoen aan
{\displaystyle \int _{-\infty }^{\infty }\delta (x)\,\mathrm {d} x=1}
Maar geen reële functie kan deze eigenschappen hebben. De diracdelta kan wel exact als een maat of distributie gedefinieerd worden.

## Eigenschappen
- Delta-piek in het punt {\displaystyle x=a:\ \int _{-\infty }^{\infty }\delta (x-a)f(x)\,\mathrm {d} x=f(a).}
- Convolutie van een functie {\displaystyle f} met een deltafunctie {\displaystyle \delta _{a}(x)=\delta (x-a)} in {\displaystyle x=a} stemt meetkundig overeen met een verschuiving over een afstand {\displaystyle a:}

{\displaystyle (f*\delta _{a})(x)=f(x-a)}
- De afgeleiden van de deltafunctie zijn gedefinieerd door

{\displaystyle \int \delta ^{(n)}(x)f(x)dx=-\int \delta ^{(n-1)}(x)f'(x)\,\mathrm {d} x}
- De deltafunctie is de afgeleide van de Heaviside-stapfunctie {\displaystyle H:}

{\displaystyle \delta (x)={\frac {\mathrm {d} H(x)}{\mathrm {d} x}}}
- De deltafunctie is een even distributie {\displaystyle \delta (x)=\delta (-x)}.
- Voor {\displaystyle \alpha \neq 0} is {\displaystyle \delta (\alpha x)={\frac {\delta (x)}{|\alpha |}}.}
- Algemener geldt:

{\displaystyle \delta (g(x))=\sum _{i}{\frac {\delta (x-x_{i})}{|g'(x_{i})|}}},
waarin de {\displaystyle x_{i}} alle nulpunten zijn van {\displaystyle g(x).}
- Zowel de fouriergetransformeerde als de laplacegetransformeerde van een deltafunctie zijn gelijk aan 1.
- De diracdelta is de continue variant van de discrete kroneckerdelta.

### Benaderingen met functierijen
Verscheidene functies gedragen zich asymptotisch als een deltafunctie, maar blijven continu differentieerbaar:
- Normale verdeling; de kansdichtheid van de {\displaystyle N(0,\varepsilon ^{2})}-verdeling

{\displaystyle {\frac {1}{\varepsilon }}\varphi \left({\frac {x}{\varepsilon }}\right)={\frac {1}{\sqrt {2\pi \varepsilon ^{2}}}}\,\exp \left(-{\frac {x^{2}}{2\varepsilon ^{2}}}\right)\ {\xrightarrow {\varepsilon \to 0}}\ \delta (x)}
De functies krijgen een spits maximum bij {\displaystyle x=0} met een breedte ongeveer {\displaystyle \varepsilon \to 0} en de hoogte ongeveer {\displaystyle 1/\varepsilon \to \infty .} Voor alle {\displaystyle \varepsilon } is de oppervlakte onder de kromme gelijk aan 1.
- Cauchyverdeling; de kansdichtheid van de cauchyverdeling met parameters 0 en {\displaystyle \varepsilon }

{\displaystyle {\frac {1}{\pi }}{\frac {\varepsilon }{x^{2}+\varepsilon ^{2}}}\ {\xrightarrow {\varepsilon \to 0}}\ \delta (x)}
- Voorstelling van Fresnel

{\displaystyle {\frac {1}{\sqrt {i\pi \varepsilon ^{2}}}}\,\exp \left(i{\frac {x^{2}}{\varepsilon ^{2}}}\right)\ {\xrightarrow {\varepsilon \to 0}}\ \delta (x)}
als een lijn, die op een koker (cilinder) gewikkeld is, en waarvan de windingen door {\displaystyle x^{2}} steeds smaller worden. De grondvlakken (in een {\displaystyle x}-{\displaystyle y}-stelsel) van de koker worden door het reële en imaginaire deel van de functie gevormd. De functie verloopt in de {\displaystyle z}-richting.
Andere benadering zijn mogelijk, die slechts stuksgewijs continu differentieerbaar zijn:
- Rechthoekfunctie; een rechthoekfunctie die op het interval {\displaystyle [-{\tfrac {1}{2}}\varepsilon ,{\tfrac {1}{2}}\varepsilon ]} de waarde {\displaystyle 1/\varepsilon } aanneemt en 0 daarbuiten:

{\displaystyle {\frac {\mathrm {rect} (x/\varepsilon )}{\varepsilon }}\ {\xrightarrow {\varepsilon \to 0}}\ \delta (x)}
- Driehoekfunctie; de rij functies met grafiek in de vorm van een gelijkbenige driehoek met basis het interval {\displaystyle [-\varepsilon ,\varepsilon ]} en hoogte {\displaystyle 1/\varepsilon } heeft de deltafunctie als limiet.
- Exponentiële functie met symmetrie om de oorsprong

Benadering door de sinc

{\displaystyle {\frac {1}{2\varepsilon }}\exp \left(-{\frac {|x|}{\varepsilon }}\right)\ {\xrightarrow {\varepsilon \to 0}}\ \delta (x)}
- Sinc-functie

De rij van sinc-functies

{\displaystyle {\frac {1}{\pi x}}\sin \left({\frac {x}{\varepsilon }}\right)}

leidt niet tot de deltafunctie, omdat de sinc-functie ook toenemende negatieve waarden aanneemt. Zie ook de grafiek. Maar in de integraal
{\displaystyle \lim _{\varepsilon \to 0}\int _{-\infty }^{\infty }{\frac {1}{\pi x}}\sin \left({\frac {x}{\varepsilon }}\right)\phi (x)\,\mathrm {d} x}
gedraagt de rij zich voor alle {\displaystyle \phi \in {\mathcal {D}}} in de limiet als deltafunctie.

## Deltatrein
De periodieke herhaling met periode {\displaystyle T} van een deltafunctie heet een deltatrein:
{\displaystyle \delta _{T}(x)=\sum _{n=-\infty }^{\infty }\delta (x-n\cdot T)}
Het product van een functie {\displaystyle f(x)} met een deltatrein stemt overeen met het begrip bemonsteren. De continu gedefinieerde functie {\displaystyle f(x)} wordt omgezet in een discrete functie die enkel bestaat op de plaatsen van waar de deltatrein bestaat.
{\displaystyle f(x)\ \delta _{T}(x)=\sum _{n=-\infty }^{\infty }f(n\cdot T)\ \delta (x-n\cdot T)}
De convolutie van een functie {\displaystyle f(x)} met een deltatrein stemt meetkundig overeen met een periodieke herhaling van die functie.
{\displaystyle f(x)*\delta _{T}(x)=\sum _{n=-\infty }^{\infty }f(x-n\cdot T)}
Alleen als de functie {\displaystyle f(x)} niet-nul is op een eindig interval met lengte {\displaystyle A} en de herhalingsperiode {\displaystyle T} groter is dan {\displaystyle A,} zal er geen overlapping optreden tussen de opeenvolgende periodieke herhalingen.